# Magnus Johann von Bock
Magnus Johann von Bock (* 1730 auf dem Tellerhof, Ranna; † März 1807 in Dorpat (heute Tartu)) war ein baltisch-deutscher Adliger, Gutsbesitzer, Staatsrat und Militär in russischen Diensten.

## Frühes Leben und Familie
Magnus Johann von Bock wurde 1730 auf dem Tellerhof in Ranna in der Region Jõgevamaa geboren und entstammte einer baltischdeutschen Adelsfamilie, die in Livland und Estland ansässig war. Sein Vater war Otto Wilhelm von Bock (1696–1752), der Besitzer des Saarenhofs in der Region Jõgevamaa, und seine Mutter Sophia Helena von dem Broele gen. Plater (1711–1740). Als ältester Sohn von neun Geschwistern erbte Magnus von Bock den Saarenhof nach dem Tod seines Vaters im Jahre 1752. Über die spezifische Ausbildung von Magnus von Bock sind keine detaillierten Quellen bekannt.
Magnus von Bock heiratete am 21. Februar 1773 auf dem Saarenhof die verwitwete Euphrosine Katharine von Fersen, geb. von Stackelberg (1752–1821). Mit ihr hatte er eine Tochter, Charlotte Sophie Elisabeth (1773–1807), durch Heirat Gräfin Manteuffel.

## Karriere
Im Militärdienst stieg Magnus von Bock vom Oberst bis zum Generaloberst auf.
Magnus von Bock bekleidete hohe Ämter und Titel im Dienst des Russischen Kaiserreichs. Er diente als Kreisrat, Landrat von Livland und Wirklicher Staatsrat, was ihm den vierten Rang in der russischen Rangordnung und damit den Titel Exzellenz einbrachte. Dies unterstreicht seine Bedeutung und seinen Einfluss im Staatsdienst, um wohltätige Zwecke und eine Vielzahl von Bautätigkeiten in Dorpat zu finanzieren.

## Besitzungen

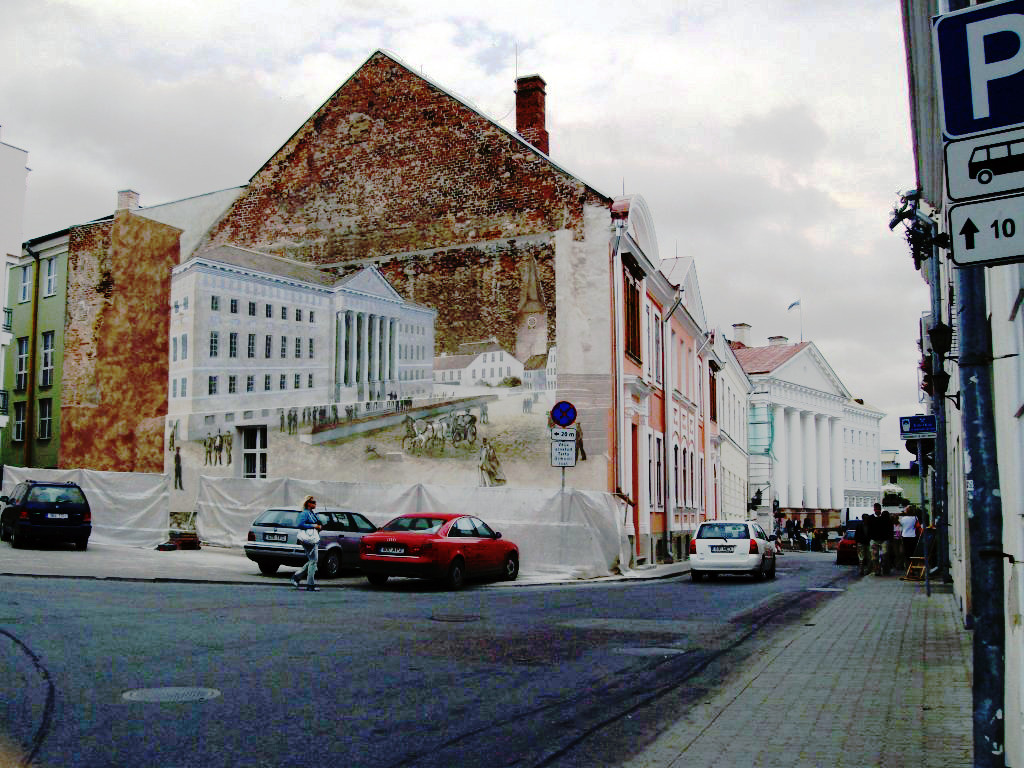
von-Bock-Haus, mit Wandbild der Universität Tartu (2009)

Im Jahre 1780 kaufte Magnus von Bock das Grundstück des Apothekers Linck in Dorpat und baute dort 1780 und 1790 zwei Häuser, die sogenannten von-Bock-Häuser, deren Säle Magnus von Bock der Universität Dorpat in den ersten Jahren nach ihrer Wiedereröffnung 1802 zur Verfügung stellte. Die Räumlichkeiten wurden zuerst als Kanzlei des Senats und des Kuratoriums, dann für öffentliche Debatten und Vorlesungen, später für die Bibliothek und als Wohnung für den Sekretär genutzt.
Im Herbst 1793 ließ Magnus von Bock den Saarenhof taxieren, der aus Hauptwohngebäude, zwei Herrenhäusern, einem Verwalterhaus, zwei großen Scheunen und einer kleineren Handwerksscheune, einer Brennerei und einem Viehhof bestand. Der Gesamtwert des Gutskomplexes 45.718 Rubel. 
Nach dem Tod von Magnus von Bock ging das Gut durch Ehe seiner einzigen Tochter Charlotte Sophie Elisabeth in den Besitz des Gutsherrn von Rõngu, Kammerherrn, Geheimrats und Senators, Graf Gotthard Andreas Manteuffel (1762–1832) über. Aufgrund eines Erbteilungsvertrags von 1823 wurde Graf Manteuffel Eigentümer des Saarenhofs und Jõe-Guts.

## Porträt von Magnus von Bock
Porträt von Magnus Johann von Bock
von Joseph Friedrich August Darbes
Öl auf Leinwand, 1780

Link zum Bild

Ein bedeutendes kulturelles Erbe ist das Porträt von Magnus Johann von Bock, gemalt von Joseph Friedrich August Darbes im Jahr 1780. Dieses Porträt befindet sich in der Sammlung Podstanitsky und ist ein wichtiges Zeugnis der Kunst jener Zeit. Das Porträt zeigt Magnus von Bock in einer repräsentativen Pose, was seine Stellung und seinen Einfluss in der Gesellschaft widerspiegelt. Joseph Friedrich August Darbes war ein deutscher Maler, der für seine Porträts bekannt war. Er arbeitete im Stil des Klassizismus, der durch klare Linien, eine ruhige, ausgewogene Komposition und die Betonung der Tugenden und des Charakters des Dargestellten gekennzeichnet ist. Darbes verwendete Öl auf Leinwand, um eine reiche Tiefe und Textur zu erzeugen, die die Details und die Eleganz des Dargestellten hervorheben.
Magnus von Bock steht aufrecht und frontal zum Betrachter gewandt. Diese Haltung vermittelt Autorität und Präsenz. Sein Blick ist direkt auf den Betrachter gerichtet, was eine Verbindung und Interaktion mit dem Betrachter herstellt. Dies verleiht dem Porträt eine gewisse Intensität und Ernsthaftigkeit. Magnus von Bock trägt formelle Kleidung, die seinen hohen sozialen Status und seine Bedeutung unterstreicht. Es ist ein repräsentatives Gewand sein, das seine administrative Rolle betont.
Das Porträt befindet sich in der Sammlung Podstanitsky, einer privaten Kunstsammlung, die für ihre umfangreiche Sammlung von Porträts des 18. Jahrhunderts bekannt ist. Die Aufnahme des Porträts in diese renommierte Sammlung unterstreicht seine künstlerische und historische Bedeutung. Sie ist bekannt für ihre sorgfältige Auswahl und Erhaltung bedeutender Kunstwerke.